# Radějovice (district de Strakonice)
Pour les articles homonymes, voir Radějovice.
Radějovice (en allemand : Radejowitz) est une commune du district de Strakonice, dans la région de Bohême-du-Sud, en République tchèque. Sa population s'élevait à 44 habitants en 2020.

## Géographie
Radějovice se trouve à 12 km au sud-est de Strakonice, à 41 km au nord-ouest de České Budějovice et à 104 km au sud-sud-ouest de Prague.

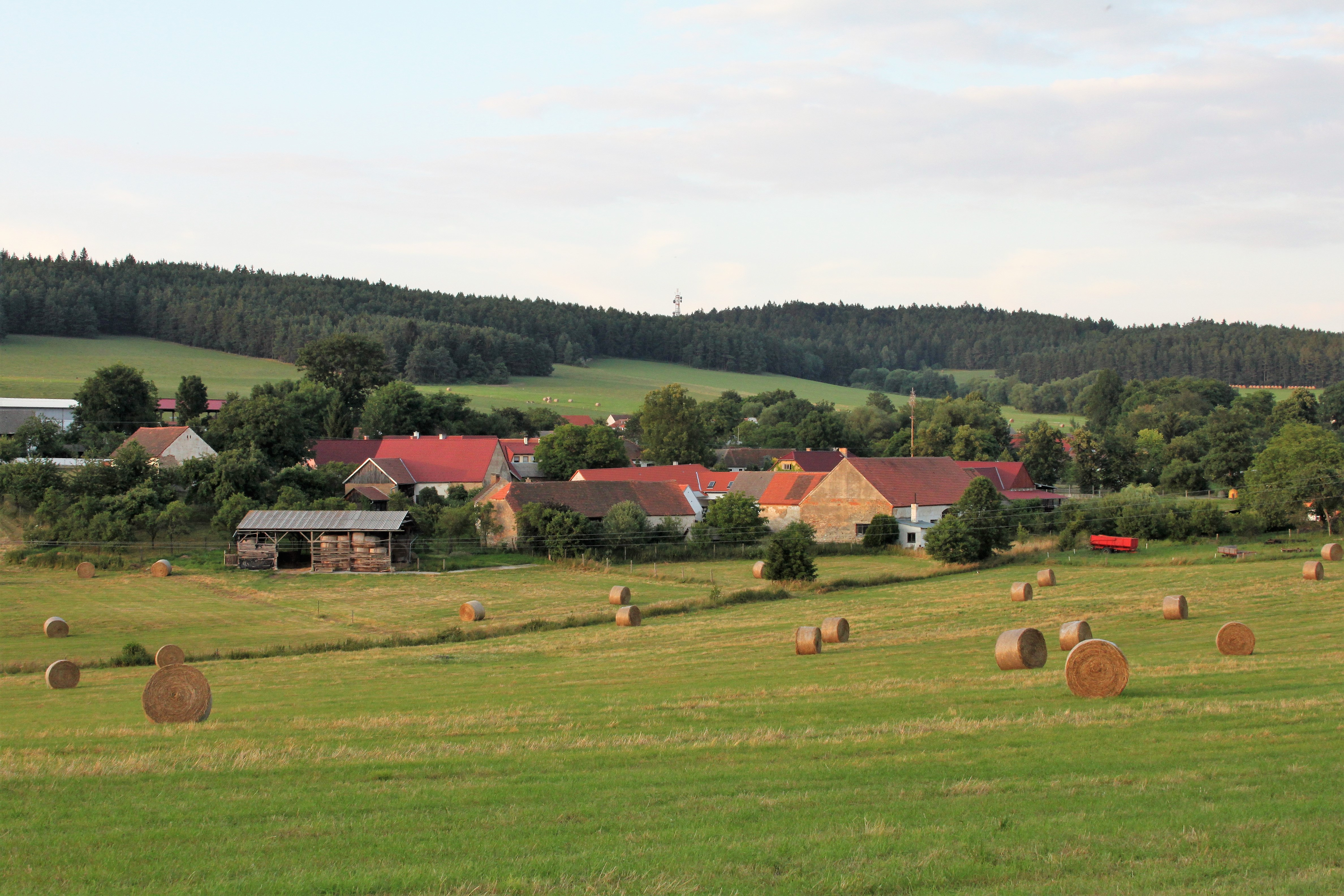
Panorama de Radějovice.
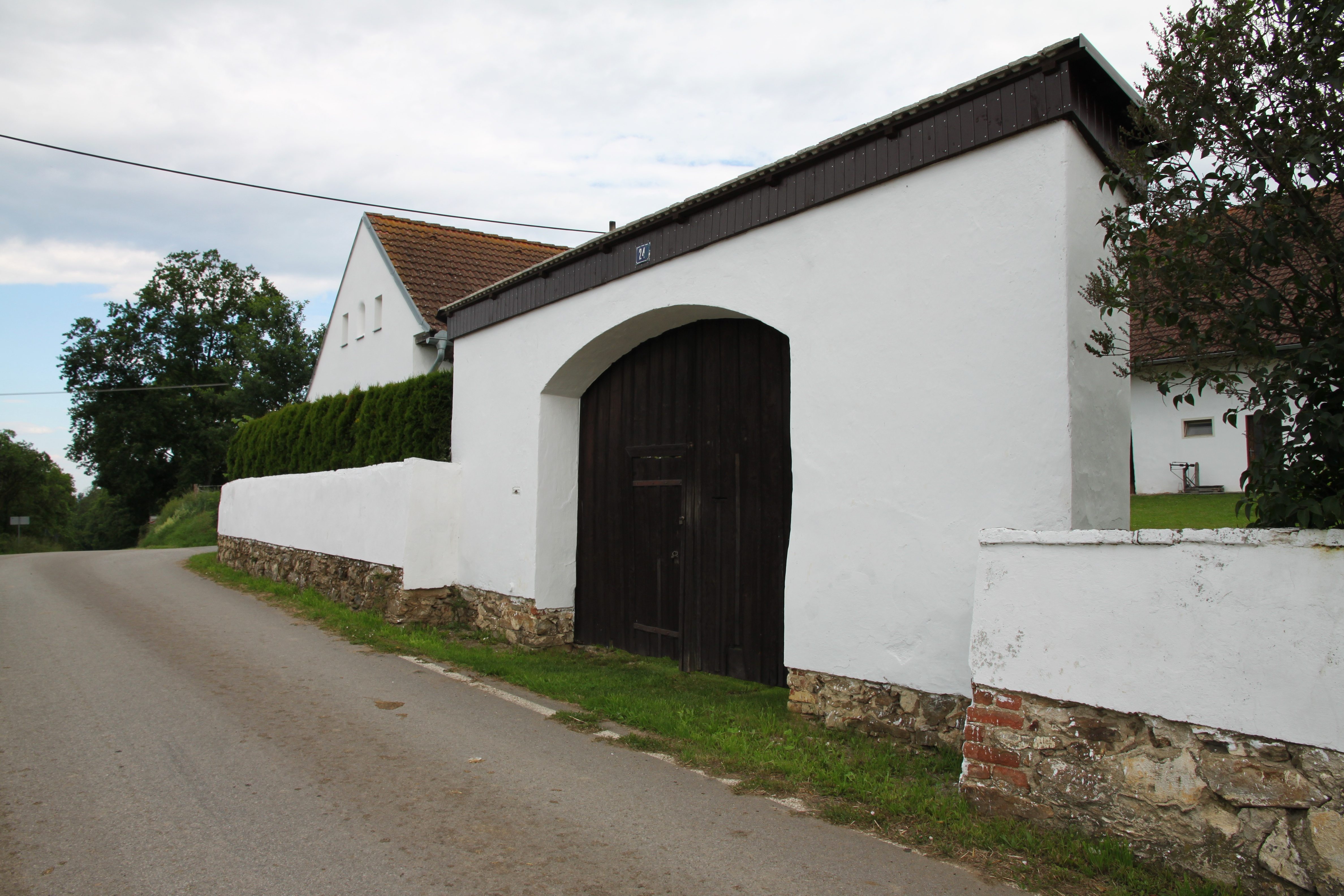
Architecture rurale.

La commune est limitée par Paračov et Cehnice au nord, par Bílsko à l'est et au sud et par Kváskovice à l'ouest.

## Histoire
La première mention écrite du village date de 1334.